# Aeroportul Internațional Payam
Aeroportul Internațional Payam (IATA: PYK, ICAO: OIIP) este un aeroport din Karaj, Central District⁠(d), Karaj County⁠(d), Alborz Province⁠(d), Iran. A fost deschis în 1997.
Situat la o altitudine de 1.271 m, aeroportul dispune de o singură pistă.